# Берегова лінія Північної Америки
Берегова лінія Північної Америки формувалась через тектонічні рухи літосферних плит, зміни рівня Світового океану, дії гляціологічних та абразійних процесів. Довжина берегової лінії материка дорівнює 75 500 км. Берегова лінія материка дуже нерівна, має великі півострови та затоки, біля узбережжя розташовано велика кількість островів та архіпелагів.

## Моря

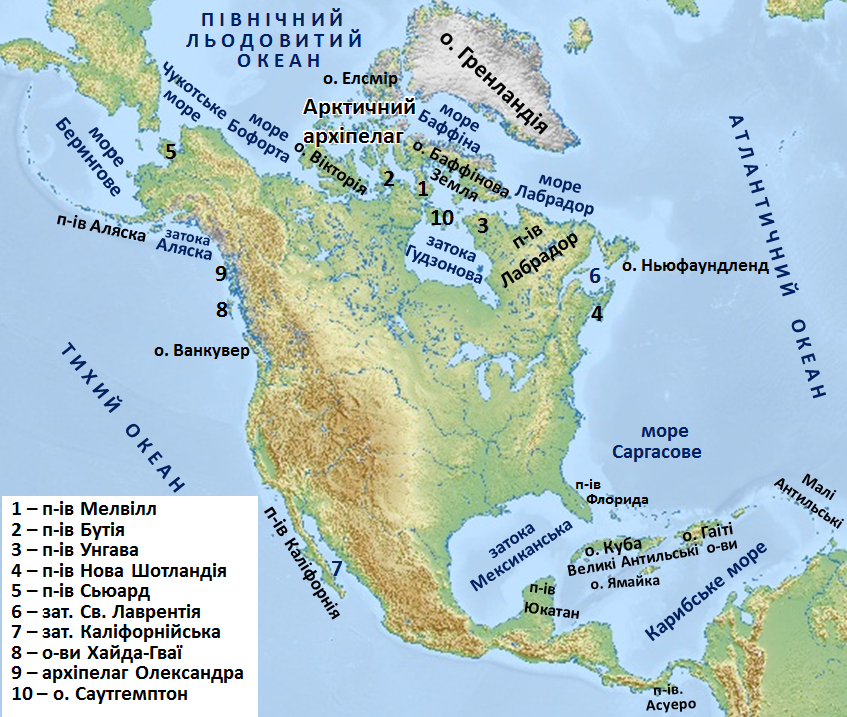
Берегова лінія Північної Америки

Північну Америку омивають води Тихого, Атлантичного та Північного Льодовитого океанів. Моря, які розташовані біля узбережжя материку є окраїнними, окрім моря Баффіна, яке є міжостровним.
| № | Назва          | Площа, км2 | Найбільша глибина, м | До басейну якого океану належить |
| - | -------------- | ---------- | -------------------- | -------------------------------- |
| 1 | Саргасове море | 6—7 млн.   | 6995                 | Атлантичний океан                |
| 2 | Карибське море | 2 754 тис. | 7686                 | Атлантичний океан                |
| 3 | Берингове море | 2 315 тис. | 4151                 | Тихий океан                      |
| 4 | Чукотське море | 582 тис.   | 1 256                | Північний Льодовитий океан       |
| 5 | Море Бофорта   | 476 тис.   | 4 683                | Північний Льодовитий океан       |
| 6 | Море Баффіна   | 689 тис.   | 2136                 | Північний Льодовитий океан       |
| 7 | Море Лабрадор  | 840 тис.   | 4 316                | Атлантичний океан                |

Моря Північного Льодовитого океану та море Берингова у зимовий час покриваються морським льодом.

## Затоки
Затоки Північної Америки перераховані в таблиці від найбільшої (Мексиканської) за годинною стрілкою
| № | Назва             | Площа      | Найбільша глибина, м | Середня глибина | До басейну якого океану належить |
| - | ----------------- | ---------- | -------------------- | --------------- | -------------------------------- |
| 1 | Мексиканська      | 1 550 тис. | 5 203                | 4384            | Атлантичний                      |
| 2 | Каліфорнійська    | 160 тис.   | 3 292                | 808             | Тихий                            |
| 3 | Аляска            | 384 тис.   | 4718                 |                 | Тихий                            |
| 4 | Гудзонова         | 1 240 тис. | 270                  | 100             | Північний Льодовитий             |
| 5 | Святого Лаврентія | 263 тис.   | 572                  | 150             | Атлантичний                      |

Біля берегів Північної Америки розташовано багато малих заток, особливо на півночі.

## Півострови
Півострови Північної Америки перераховані в таблиці за годинною стрілкою від найбільшого (Лабрадор).
| №  | Назва          | Площа, км2 | До басейну якого океану належить  |
| -- | -------------- | ---------- | --------------------------------- |
| 1  | Лабрадор       | 1 400 000  | Атлантичний, Північний Льодовитий |
| 2  | Нова Шотландія | 55 900     | Атлантичний                       |
| 3  | Флорида        | 115 000    | Атлантичний                       |
| 4  | Юкатан         | 180 000    | Атлантичний                       |
| 5  | Асуеро         | 9 000      | Тихий                             |
| 6  | Калифорнія     | 143 390    | Тихий                             |
| 7  | Кенайський     | 27 000     | Тихий                             |
| 8  | Аляска         | 66 986     | Тихий                             |
| 9  | Сьюард         | 53 400     | Тихий, Північний Льодовитий       |
| 10 | Бутія          | 32 300     | Північний Льодовитий              |
| 11 | Мелвілл        | 62 564     | Північний Льодовитий              |
| 12 | Унгава         | 252 000    | Північний Льодовитий              |

Крайні точки материку розташовані на півостровах:
- мис Мерчисон — півострів Бутія
- мис Мар'ято — півострів Асуеро
- мис Принца Уельського — півострів Сьюард
- мис Сент-Чарльз — півострів Лабрадор

## Острови
Біля берегів Північної Америки є численні острови материкового, вулканічного та коралового походження. На півночі материку розташовно Канадский Арктичний архіпелаг, що налічує у своєму складі 36 563 острови, загальною площею 1 400 000км2 . На північному сході розташовано Великі та Малі Антильські острови, Багами, а на Тихоокеанскому узбережжі — архіпелаг Олександра та острови Хайда-Гваї.
| №  | Площа             | Площа, км2 | Особливості                                   | До басейну якого океану належить |
| -- | ----------------- | ---------- | --------------------------------------------- | -------------------------------- |
| 1  | Гренландія        | 2 166 086  | найбільший острів світу                       | Північний Льодовитий             |
| 2  | Баффінова Земля   | 503 944    | Входить в Канадский Арктичний архіпелаг       | Північний Льодовитий             |
| 3  | Вікторія          | 220 548    | Входить в Канадский Арктичний архіпелаг       | Північний Льодовитий             |
| 4  | Елсмір            | 183 964    | Входить в Канадский Арктичний архіпелаг       | Північний Льодовитий             |
| 5  | Ньюфаундленд      | 115 220    |                                               | Атлантичний                      |
| 6  | Куба              | 105 805    | Входить в архіпелаг Великі Антильські острови | Атлантичний                      |
| 7  | Гаіті             | 76192      | Входить в архіпелаг Великі Антильські острови | Атлантичний                      |
| 8  | Банкс             | 71 486     | Входить в Канадский Арктичний архіпелаг       | Північний Льодовитий             |
| 9  | Девон             | 55 945     | Входить в Канадский Арктичний архіпелаг       | Північний Льодовитий             |
| 10 | Саутгемптон       | 43 388     |                                               | Північний Льодовитий             |
| 11 | Аксел-Гейберг     | 41 619     | Входить в Канадский Арктичний архіпелаг       | Північний Льодовитий             |
| 12 | Мелвілл           | 37 679     | Входить в Канадский Арктичний архіпелаг       | Північний Льодовитий             |
| 13 | Принца Уельського | 33 339     | Входить в Канадский Арктичний архіпелаг       | Північний Льодовитий             |
| 14 | Ванкувер          | 31 848     |                                               | Тихий                            |
| 15 | Батерст           | 16 042     | Входить в Канадский Арктичний архіпелаг       | Північний Льодовитий             |
| 16 | Ямайка            | 11 500     | Входить в архіпелаг Великі Антильські острови | Атлантичний                      |

## Протоки
| № | Назва      |                                                                                                   | Прибережні країни |
| - | ---------- | ------------------------------------------------------------------------------------------------- | ----------------- |
| 1 | Девісова   | між островами Баффінова Земля та Гренландія; сполучає море Баффіна з Лабрадорським морем;         | Канада, \| Данія  |
| 2 | Гудзонова  | між півостровом Лабрадор та островом Баффінова Земля. Сполучає море Лабрадор з Гудзоновою затокою | Канада            |
| 3 | Флорідська | між півостровом Флорида та островом Куба, сполучає Мексиканську затоку з Атлантичним океаном.     | США, \| Куба      |
| 4 | Юкатанська | між півостровом Юкатан і островом Куба; сполучає Карибське море з Мексиканською затокою.          | Мексика,\| Куба   |
| 5 | Беренгова  | між материками Євразія та Північна Америка, що сполучає Чукотське море з Беринговим морем.        | США, Росія,       |

Велика кількість проток є між островами Арктичного Канадського архіпелагу, Антильських та інших груп островів.
Панамський канал — створена людьми протока, яка сполучає Тихий океан з Атлантичним океаном.

## Особливість берегової лінії
Берегова лінія в Північної Америки різноманітна. Вона має зони зі скелями, піщаними пляжами та дюнами, лиманами та фіордами. Більше за все порізана берегова лінія північного узбережжя.